# アレクサンダー・リッター
アレクサンダー（ザッシャ）・リッター（Alexander (Sascha) Ritter, 1833年6月27日 - 1896年4月12日）は、ドイツのヴァイオリニスト、指揮者、作曲家。

## 生涯
リッターはロシア帝国（現エストニア）のナルヴァに生まれた。ドイツ人の商人であった父の死後、子どもたちは母のユリーに連れられてドレスデンへと移り、10歳になるリッターはここでワーグナーのオペラ『リエンツィ』と『さまよえるオランダ人』を作曲者自身の指揮で聴く機会に恵まれている。個人的にもワーグナーと面識を得たリッターはその後生涯にわたってワーグナーを信奉し続けた。1849年にはライプツィヒに移り、フェルディナンド・ダヴィッドの下でヴァイオリンの修業を終えた。1844年のドレスデンにおいて知り合ったリストから、1854年にヴァイマルの宮廷管弦楽団のヴァイオリニストの職を与えられたリッターは、その地でペーター・コルネリウスやヨアヒム・ラフらも所属するサークルに加盟した。同年には尊敬するワーグナーの姪で女優のフランツィスカ・ワーグナーと結婚している。その後1856年のシュチェチン、1863年のヴュルツブルク、1872年のケムニッツと各地でヴァイオリニスト、指揮者を務めるが、目立った活躍はできなかった。1882年にハンス・フォン・ビューロー率いるマイニンゲン宮廷楽団のコンサートマスターに就任したリッターはそこで若きリヒャルト・シュトラウスに出会い、数年にわたってこの若者を大いに励ました。続いて1886年にミュンヘンに移ったリッターは、作曲および新ドイツ楽派を志向する後進の指導に専念するようになった。リッターはシュトラウスの交響詩『死と変容』について楽曲の内容を詩に書き表し、この詩は後に楽譜に掲げられた。また、シュトラウスのオペラ処女作となった『グントラム』の題材を与えたのものリッターであった。他にもルートヴィヒ・トゥイレのオペラ『Theuerdank』にリブレットを執筆している。リッターはミュンヘンに没した。

## 作風
リッターはワーグナー並びにリストの作品から強く影響を受けており、ハインリヒ・ハイネ、ニコラウス・レーナウ、ヨーゼフ・フォン・アイヒェンドルフらのテクストに付けられたピアノ伴奏歌曲もそうした中に含まれる。『Der faule Hans』（1878年）、『Wem die Krone』（1889年）という2つの2幕形式のオペラを作曲したが、いずれもおとぎ話に題材を採るというワーグナー以降のドイツオペラの潮流に乗ったものであり、これによって一定の成功を収めた。初期の弦楽四重奏曲、ピアノ五重奏曲などの室内楽曲に加え、『Sursum corda!』、『Erotische Legende』、『Kaiser Rudolfs Ritt zum Tode』といった交響的作品があり、『Sursum corda!』は伝統的な形式を基本に据えつつ同時代的な交響詩へと発展させた作品である。